# Opalenica
Opalenica (udtale: [ɔpalɛˈɲit͡sa])  er en by i den centrale del af  voivodskabet Storpolen i  den vestlige centrale del af Polen. Byen   har 9.360(2021) indbyggere og et areal på 	6,42 km², og er en del af  powiatet Nowy Tomyśl.

## Historie
Adelsfamilien Opaliński opstod her som herrer i området. Opalenica fik byrettigheder i 1400. Opalenica var en privat by, administrativt beliggende i Powiatet Kościan  i Poznań voivodskab i provinsen Storpolen i Kongeriget Polens krone.
Under Den tyske besættelse af Polen i 2. verdenskrig blev de første udvisninger af polakker,  af 183 polakker blev udført i december 1939.